# Banco puente
Un banco puente (en inglés, Bridge bank) es una institución creada por el regulador nacional o Banco central para operar y desmembrar, si hiciera falta, un banco en quiebra hasta que se pueda encontrar un comprador. Aunque las leyes nacionales varían, el banco puente generalmente lo establece una organización de seguro de depósitos con respaldo público o un regulador financiero y puede instituirse para evitar el riesgo sistémico y proporcionar una transición ordenada que evite efectos negativos como el llamado pánico bancario .

## Operación por países

### Nigeria
En Nigeria, el Banco Central de Nigeria (CBN) y la Corporación de Seguros de Depósitos de Nigeria (NDIC) administran los depósitos y pasivos de un banco en quiebra.

### Estados Unidos
En la ley de regulación bancaria de los Estados Unidos, los reguladores bancarios federales organizan un banco puente para administrar los depósitos y pasivos de un banco en quiebra .  Bajo la Ley de Banca Competitiva e Igualdad (CEBA) de 1987, la Corporación Federal de Seguros de Depósitos (FDIC) está autorizada para operar un banco en quiebra por un período de hasta tres años, hasta que se pueda encontrar un comprador para sus operaciones.
Un banco nacional de seguro de depósitos (DINB) es un tipo relacionado de institución que se limita estrictamente a la gestión de depósitos asegurados.